# Fulton (Alabama)
Fulton és una població dels Estats Units a l'estat d'Alabama. Segons el cens del 2000 tenia 308 habitants.

## Demografia
Segons el cens del 2000, Fulton tenia 308 habitants, 122 habitatges, i 87 famílies. La densitat de població era de 47,8 habitants/km².
Dels 122 habitatges en un 38,5% hi vivien nens de menys de 18 anys, en un 59% hi vivien parelles casades, en un 9,8% dones solteres, i en un 27,9% no eren unitats familiars. En el 27% dels habitatges hi vivien persones soles el 18% de les quals corresponia a persones de 65 anys o més que vivien soles. El nombre mitjà de persones vivint en cada habitatge era de 2,52 i el nombre mitjà de persones que vivien en cada família era de 3,07.
Per edats la població es repartia de la següent manera: un 28,2% tenia menys de 18 anys, un 8,8% entre 18 i 24, un 27,6% entre 25 i 44, un 18,8% de 45 a 60 i un 16,6% 65 anys o més.
L'edat mediana era de 34 anys. Per cada 100 dones hi havia 91,3 homes. Per cada 100 dones de 18 o més anys hi havia 84,2 homes.
La renda mediana per habitatge era de 23.750 $ i la renda mediana per família de 33.500 $. Els homes tenien una renda mediana de 29.107 $ mentre que les dones 15.417 $. La renda per capita de la població era de 12.602 $. Aproximadament l'11,8% de les famílies i el 17,8% de la població estaven per davall del llindar de pobresa.

## Poblacions més properes
El següent diagrama mostra les poblacions més properes.